# Jamie McShane

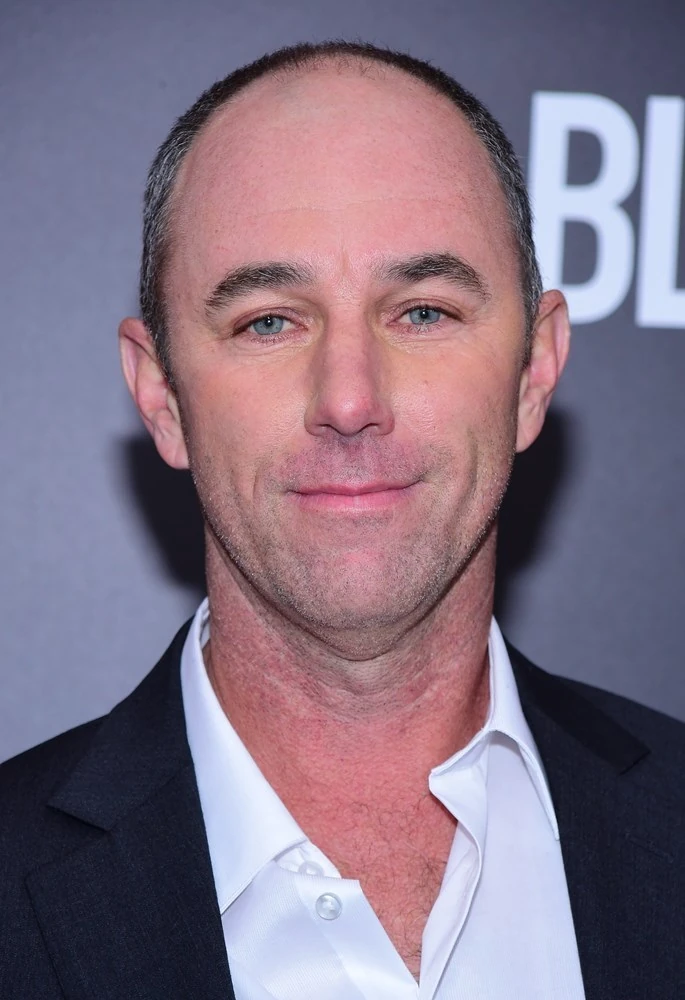
Jamie McShane

Jamie McShane (* in Saddle River, New Jersey) ist ein US-amerikanischer Schauspieler. Bekanntheit erlangte er vor allem durch seine Rollen aus den Serien Sons of Anarchy, Southland und Bloodline.

## Leben und Karriere
Jamie McShane wuchs zusammen mit vier Geschwistern im US-Bundesstaat New Jersey auf. Sein Interesse am Schauspiel wurde durch einen Animationsfilm über Peter Pan geweckt, den er im Alter von 5 Jahren das erste Mal sah. Seitdem hegte er den Wunsch als Schauspieler zu arbeiten. Er zählt unter anderem die Schauspieler Gene Hackman, Alan Alda, Steve McQueen und Clint Eastwood zu seinen Vorbildern. In seiner Jugend war er zudem sehr sportbegeistert und betrieb, unter anderem, Eishockey. Erst eine Verletzung am Kopf beendete seinen Traum ein professioneller Spieler zu werden. Danach fokussierte er sich zunächst auf Tennis und wurde später Tennislehrer. Nach dem Schulabschluss nahm er ein Englisch-Studium an der University of Richmond in Virginia auf, das er 1988 mit dem Bachelor of Arts abschloss. Anschließend arbeitete er in drei verschiedenen Berufen um sich das  Reisen auf andere Kontinente, darunter Europa und Asien, zu finanzieren. Nach seiner Rückkehr in die Vereinigten Staaten ließ er sich zunächst in New York City nieder und arbeitete dort in verschiedenen Positionen beim Film, darunter als Statist und in Werbespots. Parallel dazu nahm er den Kampfsport Taekwondo auf und arbeitete sich darin bis zum Schwarzen Gürtel hoch. Darüber veröffentlichte er als Autor Geschichten für Kinder und arbeitet eine Zeit lang im Unternehmen der Familie.
Seine erste benannte Rolle vor der Kamera übernahm er 1997, als er im Film Unschuldig! Susan rennt einen Deputy darstellte. Zehn Jahre nach seiner Rückkehr in die Staaten, zog er dann an die Westküste nach Los Angeles. Seine ersten Fernsehrollen umfassen Auftritte in den Serien New York Cops – NYPD Blue, Angel – Jäger der Finsternis, Six Feet Under – Gestorben wird immer, Becker, Star Trek: Enterprise, Crossing Jordan – Pathologin mit Profil und Akte X – Die unheimlichen Fälle des FBI. 2002 stellte er die Figur des Ed im Kurzfilm Fine. dar. Dafür wurde er mit dem Palm Springs International Festival of Short Films als Bester Hauptdarsteller ausgezeichnet. Von 2003 bis 2004 wirkte er in der Serie 24 als Gerry Whitehorn in einer Nebenrolle mit. 2005 trat er als Joe Mack im deutsch-US-amerikanischen Thriller Hostage – Entführt auf. Von 2006 bis 2007 trat er in der Serie The Nine – Die Geiseln in einer Nebenrolle auf. 2008 trat er in den Filmen Das Gesetz der Ehre und Molly Hartley – Die Tochter des Satans jeweils in Nebenrollen auf. Ebenfalls ab 2008 wirkte er als Cameron Hayes in der Serie Sons of Anarchy in einer Nebenrolle mit. Diese spielte er bis 2010. 2011 stellte er Agent Jackson im Marvel-Film Thor dar. Im selben Jahr übernahm er ab der dritten Staffel als Sergeant Hill eine Nebenrolle in der Serie Southland, die er bis zum Serienfinale 2013, nach der fünften Staffel, spielte. 2012 stellte er im Thriller Argo William J. Daugherty dar.
2014 spielte McShane eine kleine Rolle im Thriller Nightcrawler – Jede Nacht hat ihren Preis und stellte zudem die Figur des Donnelly im Krimidrama Gone Girl – Das perfekte Opfer des Regisseurs David Fincher dar. Daneben übernahm er im selben Jahr drei wiederkehrende Seriennebenrollen. In Murder in the First wurde er als Justin Burnside besetzt, den er bis 2016 darstellte. Bis 2017 war er in Scorpion als Patrick Quinn zu sehen, bis 2018 als Donald Jacob in The Fosters. 2015 wurde McShane als Eric O'Bannon in einer Nebenrolle in der Serie Bloodline besetzt, die er bis 2017 in allen drei Staffeln verkörperte. 2018 folgte in Bosch und Unsolved zwei weitere Seriennebenrollen. 2019 gehörte er als Dr. Tim Fanning zur Hauptbesetzung der Serie The Passage. Anschließend trat er in Star Trek: Picard und SEAL Team jeweils in Nebenrollen auf. Ebenfalls 2019 wirkte er als Scotty Allan im Filmdrama Togo mit.
McShane lebt in Los Angeles mit seiner Partnerin Heather in einer Patchwork-Familie. Wie sie hat er zwei Söhne aus einer früheren Beziehung.  Sein gesamtes Schaffen umfasst bislang mehr als 130 Film- und Fernsehproduktionen.

## Filmografie (Auswahl)
- 1997: Unschuldig! Susan rennt (Macon County Jail)
- 2001: Noch mal mit Gefühl (Once and Again, Fernsehserie, Episode 2x19)
- 2001: Angel – Jäger der Finsternis (Angel, Fernsehserie, 2 Episoden)
- 2001: Six Feet Under – Gestorben wird immer (Six Feet Under, Fernsehserie, Episode 1x13)
- 2001: Philly (Fernsehserie, Episode 1x01)
- 2001: Becker (Fernsehserie, Episode 4x05)
- 2001: Star Trek: Enterprise (Fernsehserie, Episode 1x07)
- 2001–2002: New York Cops – NYPD Blue (NYPD Blue, Fernsehserie, 2 Episoden)
- 2001–2005: CSI: Vegas (CSI: Crime Scene Investigation, Fernsehserie, 2 Episoden)
- 2002: Crossing Jordan – Pathologin mit Profil (Crossing Jordan, Fernsehserie, Episode 1x16)
- 2002: Akte X – Die unheimlichen Fälle des FBI (The X-Files, Fernsehserie, Episode 9x10)
- 2002: Landspeed
- 2002: Go For Broke
- 2002: Legend of the Phantom Rider
- 2002: Ed. (Kurzfilm)
- 2002: Alias – Die Agentin (Alias, Fernsehserie, Episode 2x01)
- 2002: Firefly – Der Aufbruch der Serenity (Firefly, Fernsehserie, Episode 1x11)
- 2003: Emergency Room – Die Notaufnahme (ER, Fernsehserie, Episode 9x18)
- 2003: Monk (Fernsehserie, Episode 2x01)
- 2003: Nip/Tuck – Schönheit hat ihren Preis (Nip/Tuck, Fernsehserie, Episode 1x08)
- 2003: Boomtown (Fernsehserie, 2 Episoden)
- 2003: Grand Theft Parsons
- 2003–2004: 24 (Fernsehserie, 6 Episoden)
- 2004: Deadwood (Fernsehserie, Episode 1x01)
- 2004: The West Wing – Im Zentrum der Macht (The West Wing, Fernsehserie, Episode 6x03)
- 2004: You Are So Going to Hell!
- 2004: Cold Case – Kein Opfer ist je vergessen (Cold Case, Fernsehserie, Episode 2x09)
- 2005: Strong Medicine: Zwei Ärztinnen wie Feuer und Eis (Strong Medicine, Fernsehserie, Episode 5x21)
- 2005: Numbers – Die Logik des Verbrechens (Numb3rs, Fernsehserie, Episode 1x05)
- 2005: Hostage – Entführt (Hostage)
- 2005: Without a Trace – Spurlos verschwunden (Without a Trace, Fernsehserie, Episode 3x18)
- 2006: Welcome Mrs. President (Fernsehserie, 2 Episoden)
- 2006: Spiel auf Bewährung (Gridiron Gang)
- 2006: Close to Home (Fernsehserie, Episode 2x01)
- 2006: CSI: Miami (Fernsehserie, Episode 5x05)
- 2006: Criminal Minds (Fernsehserie, Episode 2x07)
- 2006–2007: The Nine – Die Geiseln (The Nine, Fernsehserie, 5 Episoden)
- 2007: Mr. Brooks – Der Mörder in Dir (Mr. Brooks)
- 2007: Look
- 2007: The ½ Hour News Hour (Fernsehserie, 12 Episoden)
- 2007: K-Ville (Fernsehserie, Episode 1x02)
- 2008: Quid pro Quo
- 2008: My Name Is Earl (Fernsehserie, 2 Episoden)
- 2008: The Riches (Fernsehserie, Episode 2x05)
- 2008: The Closer (Fernsehserie, Episode 4x06)
- 2008: Das Gesetz der Ehre (Pride and Glory)
- 2008: The Mentalist (Fernsehserie, Episode 1x03)
- 2008: Molly Hartley – Die Tochter des Satans (The Haunting of Molly Hartley)
- 2008–2010: Sons of Anarchy (Fernsehserie, 12 Episoden)
- 2009: Psych (Fernsehserie, Episode 3x10)
- 2009: The Unit – Eine Frage der Ehre (The Unit, Fernsehserie, Episode 4x21)
- 2009: The Cleaner (Fernsehserie, Episode 2x06)
- 2009: L.A. Crash (Fernsehserie, Episode 2x02)
- 2009: Lincoln Heights (Fernsehserie, Episode 4x03)
- 2010: Saving Grace (Fernsehserie, Episode 3x12)
- 2010: Dr. House (House, M.D., Fernsehserie, Episode 6x22)
- 2010: Chase (Fernsehserie, Episode 1x05)
- 2010: Navy CIS (NCIS, Fernsehserie, Episode 8x10)
- 2011: Breakout Kings (Fernsehserie, Episode 1x02)
- 2011: Thor
- 2011: Castle (Fernsehserie, Episode 4x02)
- 2011–2013: Southland (Fernsehserie, 19 Episoden)
- 2012: Marvel’s The Avengers
- 2012: Longmire (Fernsehserie, Episode 1x03)
- 2012: Franklin & Bash (Fernsehserie, Episode 2x05)
- 2012: Breaking Bad (Fernsehserie, Episode 5x05)
- 2012: Argo
- 2012: CSI: New York (Fernsehserie, Episode 9x05)
- 2012: Grimm (Fernsehserie, Episode 2x11)
- 2012: Vegas (Fernsehserie, 2 Episoden)
- 2013: Touch (Fernsehserie, Episode 2x09)
- 2013: King & Maxwell (Fernsehserie, 2 Episoden)
- 2013: Ironside (Fernsehserie, 2 Episoden)
- 2014: 50 to 1
- 2014: Nightcrawler – Jede Nacht hat ihren Preis (Nightcrawler)
- 2014: Gone Girl – Das perfekte Opfer (Gone Girl)
- 2014–2016: Murder in the First (Fernsehserie, 19 Episoden)
- 2014–2017: Scorpion (Fernsehserie, 5 Episoden)
- 2014–2018: The Fosters (Fernsehserie, 7 Episoden)
- 2015: Stalker (Fernsehserie, Episode 1x17)
- 2015: Fear the Walking Dead (Fernsehserie, 2 Episoden)
- 2015–2017: Bloodline (Fernsehserie, 33 Episoden)
- 2017: Training Day (Fernsehserie, Episode 1x06)
- 2017: The Meanest Man in Texas
- 2018: Gone Are the Days
- 2018: Bosch (Fernsehserie, 9 Episoden)
- 2018: Unsolved (Fernsehserie, 6 Episoden)
- 2018: Condor (Fernsehserie, 3 Episoden)
- 2019: The Passage (Fernsehserie, 10 Episoden)
- 2019: Sunny Daze
- 2019: Togo
- 2020: SEAL Team (Fernsehserie)
- 2020: Star Trek: Picard (Fernsehserie, 3 Episoden)
- 2020: How to Get Away with Murder (Fernsehserie, 2 Episoden)
- 2020: Mank
- 2021: Animal Kingdom (Fernsehserie, 4 Episoden)
- 2021: CSI: Vegas (Fernsehserie, 6 Episoden)
- 2022: The Lincoln Lawyer (Fernsehserie, 10 Episoden)
- seit 2022: Wednesday (Fernsehserie)
- 2023–2025: 1923 (Fernsehserie, 9 Episoden)
- 2025: Atropia
- 2025: Bosch: Legacy (Fernsehserie, Episode 3x01)